# Premio Nacional de Literatura Ramón Rosa
El Premio Nacional de Literatura Ramón Rosa fue creado junto a los Premios Nacionales de Arte y Ciencia, por el Gobierno de la república de Honduras, mediante Decreto Legislativo n.º 100 con fecha 11 de octubre de 1967.

## Ceremonia
El Premio Nacional de Literatura Ramón Rosa se otorga anualmente por el presidente, a aquellas personas cuyos trabajos en el ámbito de la literatura tengan trascendencia nacional e internacional.
Los Premios se entregan en el Teatro Nacional Manuel Bonilla de la ciudad de Tegucigalpa, M.D.C., en el mes de septiembre y son auspiciados por la Unidad de Proyectos Cívicos y de Educación para Emergencias de la Secretaría de Educación Pública de Honduras, Casa Presidencial y la Secretaría de Cultura, Artes y Deportes de Honduras.
El nombre del premio se lleva en honor del maestro escritor Ramón Rosa (1848-1993).

## Categorías
El Premio Nacional de Literatura Ramón Rosa, es otorgado a las obras del área de poesía, novela, cuento, oratoria y narración, periodismo, drama, ensayo, crítica, preceptiva y cualquier otro género similar que contribuya al desarrollo de las letras y la cultura del país.
Solamente hay un ganador anualmente, no hay ganadores en anuales en las diversas categorías.
Igualmente, el Centro Cultural de España en Tegucigalpa dedicó en 1991 la II Antología de las Artes Plásticas y Visuales de Honduras a “Pablo Zelaya Sierra”.

## Algunos galardonados
| Ano  | Ganador                         |
| ---- | ------------------------------- |
| 1951 | Luis Andrés Zúniga              |
| 1954 | Claudio Barrera                 |
| 1956 | Daniel Laínez                   |
| 1959 | Jacobo Cárcamo                  |
| 1963 | Guillermo Bustillo Reina        |
| 1968 | Argentina Díaz Lozano           |
| 1970 | Clementina Suárez               |
| 1971 | Medardo Mejía                   |
| 1972 | Roberto Sosa                    |
| 1975 | Julio Escoto                    |
| 1976 | Víctor Cáceres Lara             |
| 1977 | Eliseo Pérez Cadalso            |
| 1979 | Óscar Acosta                    |
| 1980 | Óscar Armando Flores Midence    |
| 1981 | Pompeyo del Valle               |
| 1983 | Antonio José Rivas              |
| 1984 | Antonio José Rivas              |
| 1986 | Hernán de Jesús Cárcamo Tercero |
| 1987 | Luis Felipe Elvir Rojas         |
| 1988 |                                 |
| 1989 | Helen Umaña                     |
| 1990 | Santos Juárez Fiallos           |
| 1991 | Roberto Castillo Iraheta        |
| 1992 | Eduardo Bähr                    |
| 2003 | José Adán Castelar              |
| 2006 | Rigoberto Paredes               |
| 2009 | Nery Alexis Gaitán              |
| 2010 | Samuel Villeda Arita            |
| 2011 | Aída Castañeda                  |
| 2012 | Luis Alonso Gómez Oyuela        |
| 2013 | Luis Roberto Castellanos        |
| 2014 |                                 |
| 2015 | Kalton Harold Bruhl             |
| 2016 | Juan Ramón Martínez             |
| 2017 |                                 |
| 2018 |                                 |
| 2019 | Jorge Medina García             |
| 2020 | Ernesto Bondy Reyes             |
| 2021 | José Antonio Funes Rodríguez    |
| 2022 | Rolando Kattan                  |
| 2023 |                                 |